# Barry Gibbs
Barry Paul Gibbs, född 28 september 1948, är en kanadensisk före detta professionell ishockeyback som tillbringade 14 säsonger i den nordamerikanska ishockeyligan National Hockey League (NHL), där han spelade för ishockeyorganisationerna Boston Bruins, Minnesota North Stars, Atlanta Flames, St. Louis Blues och Los Angeles Kings. Han producerade 282 poäng (58 mål och 224 assists) samt drog på sig 945 utvisningsminuter på 796 grundspelsmatcher. Gibbs spelade också för Oklahoma City Blazers, Oklahoma City Stars, Birmingham Bulls och Houston Apollos i Central Professional Hockey League (CPHL)/Central Hockey League (CHL).
Han draftades av Boston Bruins i första rundan i 1966 års NHL-draft som första spelare totalt.

## Statistik
| 1964–1965       | Estevan Bruins        | SJHL            | 51  | 3  | 4   | 7   | 56  | 6  | 0 | 1 | 1 | 6  |
| 1965–1966       | Estevan Bruins        | SJHL            | 59  | 3  | 23  | 26  | 45  | 12 | 0 | 2 | 2 | 14 |
| 1966–1967       | Estevan Bruins        | CMJHL           | 56  | 10 | 32  | 42  | 81  | 13 | 2 | 2 | 4 | 21 |
| 1967–1968       | Boston Bruins         | NHL             | 16  | 0  | 0   | 0   | 2   | —  | — | — | — | —  |
|                 | Oklahoma City Blazers | CPHL            | 41  | 7  | 16  | 23  | 154 | 7  | 1 | 2 | 3 | 24 |
| 1968–1969       | Boston Bruins         | NHL             | 8   | 0  | 0   | 0   | 2   | —  | — | — | — | —  |
|                 | Oklahoma City Blazers | CHL             | 55  | 3  | 25  | 28  | 194 | 12 | 0 | 4 | 4 | 53 |
| 1969–1970       | Minnesota North Stars | NHL             | 56  | 3  | 13  | 16  | 182 | 6  | 1 | 0 | 1 | 7  |
| 1970–1971       | Minnesota North Stars | NHL             | 68  | 5  | 15  | 20  | 132 | 12 | 0 | 1 | 1 | 47 |
| 1971–1972       | Minnesota North Stars | NHL             | 75  | 4  | 20  | 24  | 128 | 7  | 1 | 1 | 2 | 9  |
| 1972–1973       | Minnesota North Stars | NHL             | 63  | 10 | 24  | 34  | 54  | 5  | 1 | 0 | 1 | 0  |
| 1973–1974       | Minnesota North Stars | NHL             | 76  | 9  | 29  | 38  | 82  | —  | — | — | — | —  |
| 1974–1975       | Minnesota North Stars | NHL             | 37  | 4  | 20  | 24  | 22  | —  | — | — | — | —  |
|                 | Atlanta Flames        | NHL             | 39  | 3  | 13  | 16  | 39  | —  | — | — | — | —  |
| 1975–1976       | Atlanta Flames        | NHL             | 76  | 8  | 21  | 29  | 92  | 2  | 1 | 0 | 1 | 2  |
| 1976–1977       | Atlanta Flames        | NHL             | 66  | 1  | 16  | 17  | 63  | 3  | 0 | 0 | 0 | 2  |
| 1977–1978       | Atlanta Flames        | NHL             | 27  | 1  | 5   | 6   | 24  | —  | — | — | — | —  |
|                 | St. Louis Blues       | NHL             | 51  | 6  | 12  | 18  | 45  | —  | — | — | — | —  |
| 1978–1979       | St. Louis Blues       | NHL             | 75  | 2  | 27  | 29  | 46  | —  | — | — | — | —  |
| 1979–1980       | Los Angeles Kings     | NHL             | 63  | 2  | 9   | 11  | 32  | 1  | 0 | 0 | 0 | 10 |
| 1980–1981       | Oklahoma City Stars   | CHL             | 17  | 0  | 3   | 3   | 16  | 3  | 0 | 1 | 1 | 9  |
|                 | Birmingham Bulls      | CHL             | 20  | 2  | 15  | 17  | 49  | —  | — | — | — | —  |
|                 | Houston Apollos       | CHL             | 33  | 1  | 6   | 7   | 43  | —  | — | — | — | —  |
| NHL totalt      | NHL totalt            | NHL totalt      | 796 | 58 | 224 | 282 | 945 | 36 | 4 | 2 | 6 | 67 |
| CPHL/CHL totalt | CPHL/CHL totalt       | CPHL/CHL totalt | 166 | 13 | 65  | 78  | 456 | 22 | 1 | 7 | 8 | 86 |